# Gynoplistia (Gynoplistia) yarra
Gynoplistia (Gynoplistia) yarra is een tweevleugelige uit de familie steltmuggen (Limoniidae). De soort komt voor in het Australaziatisch gebied.